# Alexandre Tinoco do Amaral

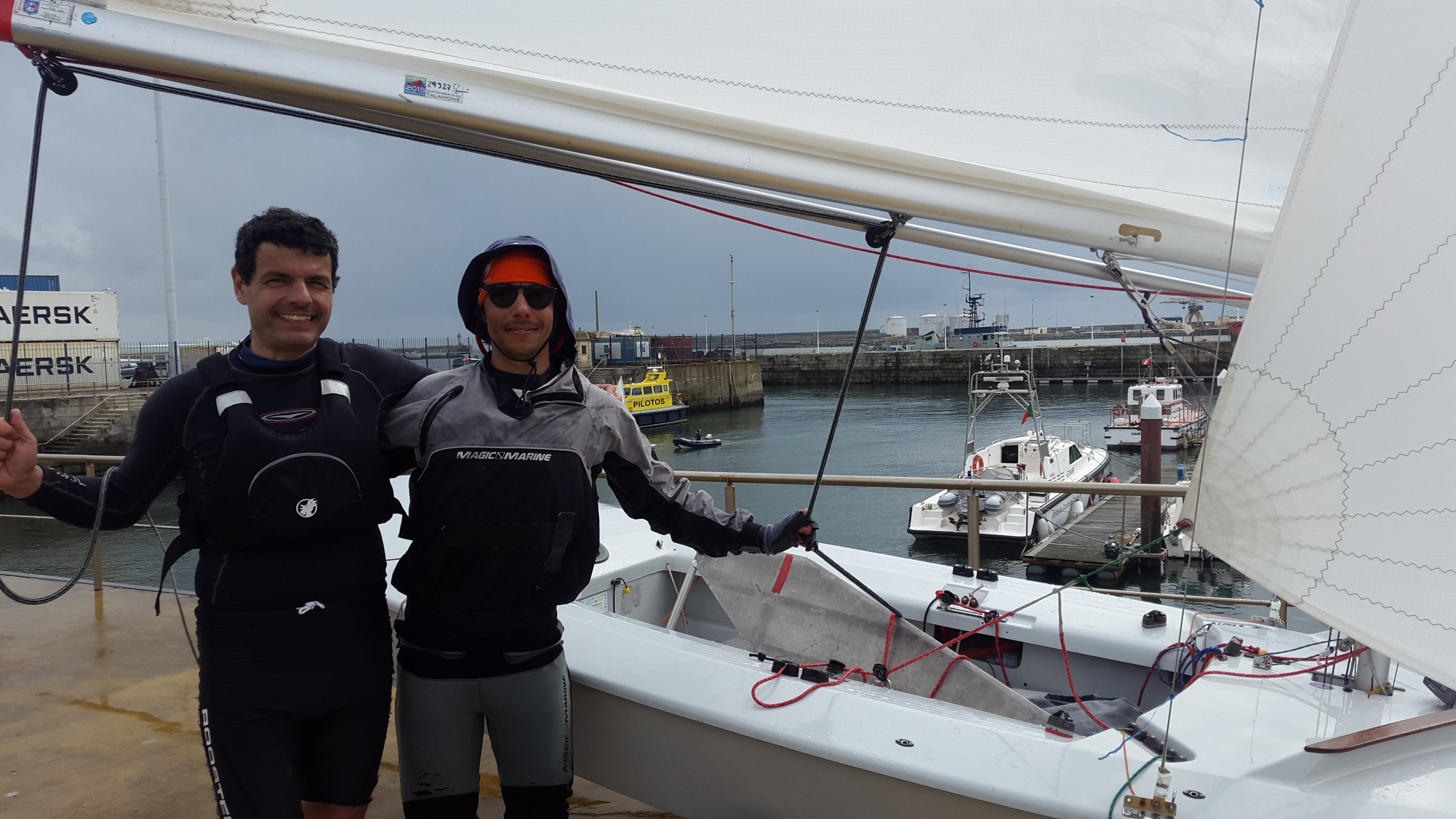
Alexandre con Juan Cajade en el Campeonato Ibérico de 2016.

Alexandre Tinoco do Amaral (Río de Janeiro, Brasil, 3 de diciembre de 1982) en un regatista y entrenador de vela nederlendés.
Es hermano de Mário Tinoco do Amaral, quien ha sido campeón del mundo juvenil dos veces (2007 y 2009), y campeón de América del Sur en 2013.

## Trayectoria
Se formó en la flota de la clase Optimist del Club de Yates de Río de Janeiro, pasando posteriormente a la flota Snipe del Clube de Regatas Guanabara, obteniendo en ese periodo sus mayores logros deportivos. 
Ha sido campeón del mundo en 2011, campeón de América del Sur en 2012, medalla de oro en los Juegos Panamericanos de 2011 y medalla de plata en los Juegos Suramericanos de 2010. En 2024 ganó la Copa de Europa como tripulante del belga Manu Hens. Todo ello en la clase Snipe.
Desde 2024 es el entrenador de los equipos de ILCA 4 y 6 del Club Marítimo de Mahón, sustituyendo a Damián Borrás Camps. 